# Catedral de San Lorenzo (Duitama)
La Catedral de San Lorenzo de Duitama es un templo religioso de culto católico bajo la advocación de San Lorenzo mártir, está ubicada en la zona céntrica de la ciudad de Duitama (Colombia) y pertenece al gran conjunto de templos que se encuentran en el centro de la ciudad; en el caso de la catedral, frente al Parque de los Libertadores.
La catedral pertenece a la Diócesis Duitama-Sogamoso y actualmente se apoya en los servicios pastorales de sus laicos en:pastoral infantil, pastoral juvenil, pastoral familiar, pastoral universitaria, catequesis, pastoral litúrgica, y pastoral salud.

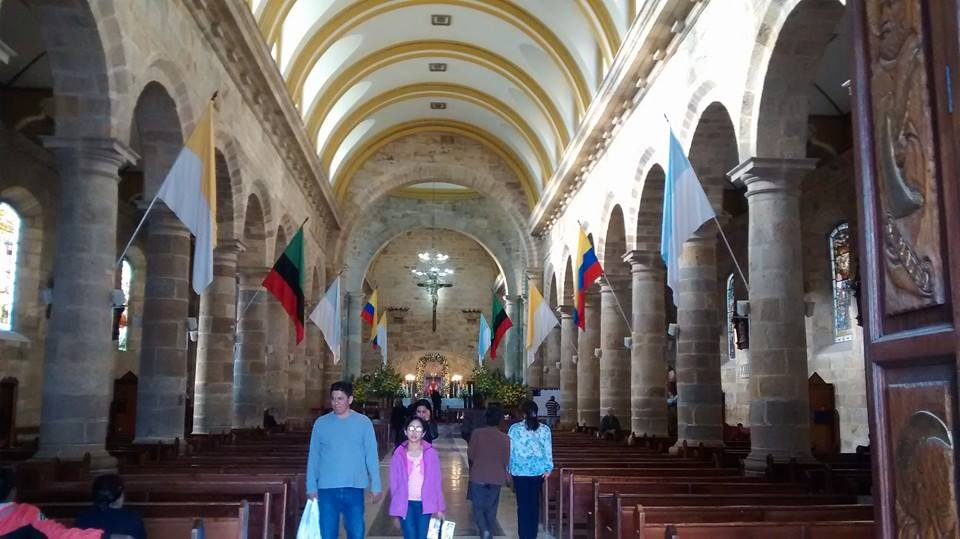
Esta es la imagen de la nave central de la hermosa catedral de piedra en honor a San Lorenzo en la ciudad de Duitama, en el departamento de Boyacá, en Colombia.

## Historia
Este relato es tomado fielmente de Miguel Antonio Becerra Sánchez así: 

Al contrato que se celebró en 1603 para la construcción de la primera Iglesia de Duitama, en Santa fé, el Licenciado Luis Enríquez del concejo de su majestad su orden de real audiencia de este reino y visitador general de los partidos de Tunja y de los oficiales de la Real Hacienda desde seguro don Pedro Enríquez de Novoa tesorero y Juan Beltrán de la Sarte compareció presente Gaspar de Parada oficial carpintero vecino de la ciudad de Tunja residente en esta de Santa Fé y por cuanto a la visita que hizo el dicho señor Oidor del reparmiento de Duitama de la Real Corona, consto haber 340 indios útiles y tributarios sin la demás gente que son por todos 1043 personas de las cuales se doctrinaban en una ramada de paja hecha dentro de una tapias falsas, sin puerta y con mucha indecencia las cuales se vieron y costó no poderse cargar sobre ellas y por petición de Miguel de Miranda, cantero, residente en la ciudad de Tunja, presentó en la Real Audiencia de este Reino ante los señores presedentes y oidores el 12 de septiembre del año pasado de 1602. le pareciole hacer una iglesia de cimientos de piedra, tapia y teja en dicho repartimiento de Duitama de la Real Corona con ciertas condiciones como se han hecho otras

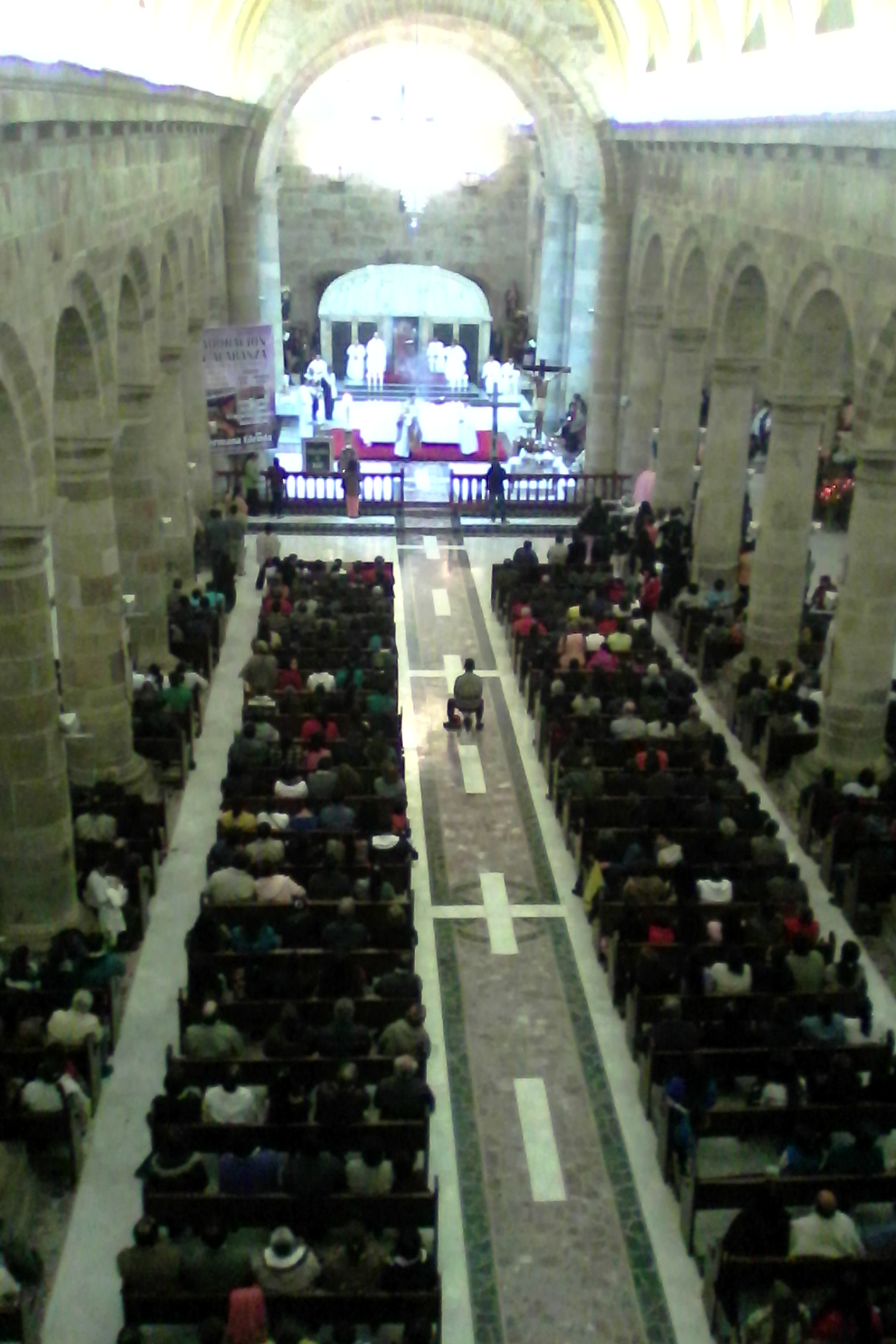
Esta imagen fue tomada desde la parte superior de la catedral en las concurridas misas de sanación los miércoles.

Conforme a lo cual Gaspar Parada se obligó de hacer una iglesia en el dicho repartimiento de Duitama para la administración de los sacramentos y conversión y doctrina de los naturales con las condiciones que el dicho Miguel de Miranda se obligó. Esta iglesia es una sola nave y cuya construcción se inició en 1604, prestó sus servicios a la feligresía hasta finales del siglo XIX.
En visita pastoral dedicada por el excelentísimo señor Arzobispo de Bogotá, Vicente Arbeláez en el mes de noviembre de 1862, dejó en el acta correspondiente severas críticas por el estado de ruina en que se hallaba la iglesia.
El párroco Pineda fastidiado por la anotaciones del Arzobispo convocó a una junta de vecinos y se determinó construir un gran templo todo en piedra labrada. La primera piedra se colocó el 6 de enero de 1873 después de la solemne misa mayor en honor al niño Dios patrono de Duitama.
Terminado el templo por el padre Cándido Quintero ya completamente terminada en el año de 1953 por consagrada el 5 de enero por el Nuncio de su Santidad Monseñor Antonio Samore con una misa pontificial celebrada conforme al imponente y majestuoso ritual de esa época consagrado el templo en honor del Niño Dios, ochenta años después de la colocación de la primera piedra”
El Templo en piedra caliza labrada está compuesto por dos naves laterales y una central. Tiene forma de cruz, posee dos capillas, una corresponde al baptisterio y la otra se dedica a la adoración del Santísimo. Hay cinco altares: 
- el de San Lorenzo patrono de la Catedral
- el del Niño Dios patrono de Duitama
- el Altar Mayor
- el de la capilla de Santísimo
- el de solio.

El presbítero está conformado por el altar del solio, con tallas en piedra, silla central o puesto del señor Obispo; tapizado en terciopelo rojo con tallas en doradas, este separa la sacristía del presbítero. En el centro está ubicado el altar mayor, que consiste en una mesa de mármol donde se realizan los oficios religiosos. Al frente, se ubican dos atriles en mármol que terminan en águilas con las dos alas extendidas que sirven como apoyo a los libros o documentos litúrgicos .
Vitrales que representan diferentes aspectos bíblicos, colocada a la altura del Presbítero, rematada en linterna o cupulilla superior, elaborada en hierro y concreto, acabados en pañete y pintura color marfil y algunas molduras y yeserías doradas. Las paredes laterales en piedra proporcionan iluminación a través de vanos de medio punto cubiertos con vidrieras en colores.

## Influencia de la Diócesis en la historia y desarrollo de Duitama y Sogamoso
Ha sido un signo ejemplar de compromiso social, de desarrollo integral, de bienestar cultural, social, deportivo y religioso fácilmente reconocido por todos los que han generado la imagen del progreso boyacense.
Al padre Cándido Quintero Torres, Párroco de Duitama (1955), se debe toda la gestión para lograr que la Santa Sede creara la Diócesis de Duitama y que la sede del Obispo fuera esta ciudad.
Al primer Obispo Monseñor José Joaquín Flórez Hernández, se le reconoce que con la creación de nuevas parroquias y construcción de majestuosos templos en Duitama y Sogamoso se gestaran verdaderos polos de desarrollo urbanístico, al igual que se impulsara la educación con la creación de escuelas, colegios, talleres Artesanales y micro empresariales en Duitama, Sogamoso, Boavita, La Uvita, Soatá, El Cocuy, Cerinza, Mongua, Monguí Belén, Socha, Tasco, Paz de Río, Tibasosa y otras poblaciones.
Gracias al Padre Quintero, tenemos el asilo de ancianos “Cándido Quintero”, construido para albergar hoy a ciento veinte ancianitos de familias muy necesitadas y atendidos por las Hermanitas de los Ancianos Desamparados, quienes fundaron posteriormente el Asilo de Ancianos de Sogamoso

## Colegio Salesiano
El hoy Colegio Salesiano, lo construyó en su primera etapa el padre Quintero con la coordinación del Padre Pompilio Gutiérrez su Coadjutor de entonces. El entonces Centro Juvenil San Juan Bosco, fue construido, dirigido y sostenido por el padre Leoncito sacerdote salesiano de gratísima recordación. La parroquia de San José Obrero de Duitama donó el lote al Ministerio de Educación Nacional para la construcción del Centro de Promoción Social, hoy Colegio Santo Tomás de Aquino.
En Sogamoso y otros pueblos la labor pastoral de los sacerdotes favoreció el desarrollo de la educación. Por iniciativa del Párroco de Sogamoso Dr. Joselyn Parada Leal se fundó el Colegio Sugamuxi que ha tomado gran importancia en estos 50 años y que actualmente cumple su centenario de fundación.
El Padre Gonzalo Buitrago y Monseñor Adolfo Corredor Puerto fueron los fundadores del Colegio Reyes Patria, institución que hoy goza de gran prestigio en la ciudad.  Además las comunidades religiosas dominicas del Rosario y de la Presentación, las Salesianas, las Hijas de los Sagrados Corazones, con sus respectivos colegios y talleres han formado niñas en valores altamente humanos y cristianos que hoy ocupan destacadas posiciones en la sociedad.
Para instalar la fábrica de Motores Renault Sofasa los padres salesianos, cedieron los terrenos para esta planta y toda la ciudadanía colaboró para que fuera pronto una realidad empresarial, y se le donó el equipo telefónico. Monseñor Julio Franco Arango, logró el convenio con el ministerio de Educación Nacional para tener hoy el Colegio Seminario, uno de los mejores centros de Educación Secundaria de Colombia, en las instalaciones que son propiedad de la Diócesis.
Por su liderazgo e interés por la cultura y la educación consiguió que la Universidad Pedagógica y Tecnológica de Colombia tuviera en Duitama una seccional. Por eso el teatro de la Universidad tiene el nombre de Julio Franco Arango como reconocimiento a este ilustre prelado. Monseñor Franco fue quien impidió que las Hermanas de la Presentación abandonaran esta ciudad y que la comunidad Salesiana vendiera el Colegio Salesiano a una cooperativa. Arregló y remodeló el Cementerio de la ciudad que hoy es un orgullo para nuestra Diócesis.

### Museo de Arte Religioso
El museo de Arte Religioso de Tibasosa fue uno de sus principales intereses para salvar y rescatar el patrimonio artístico y cultural de Boyacá. La creación de nuevas parroquias en la ciudad, ha sido uno de los afanes de nuestros Obispos Monseñor Coronado y Monseñor Carlos Prada Sanmiguel; así mismo el de colocar al frente sacerdotes dirigentes, que encarnan el Evangelio y se comprometen con el desarrollo, la seguridad, la paz y la unidad familiar.
Los centro de Pastoral de Duitama y Sogamoso, construidos por Mons. Coronado Caro, son espacios que la Iglesia Diocesana ofrece para los diferentes encuentros de formación, animación y compromiso apostólico, siempre abiertos al progreso y a la cultura.